# Ritondo Sport Clube
Ritondo Sport Clube, mais conhecido como Ritondo de Malanje, é um clube multi-desportivo da cidade de Malanje, a capital da província de Malanje, em Angola.
No futebol masculino, a sua mais popular modalidade, disputou o Girabola - Primeira Divisão Angolana de Futebol pela última vez em 2003.
Foi campeão do Campeonato Provincial de Malanje de Futebol em 2009 e 2010. Foi também campeão da Gira Angola - Serie C Angolana de Futebol em 2002 e 2005.
O clube no passado já chamou-se "Ritondo Baixa de Cassanje" e "Desportivo Ritondo Sport Clube de Malanje".